# De verdwenen koning
De verdwenen koning is een hoorspelserie naar de roman The Lost King (1937) van Rafael Sabatini. De AVRO zond ze uit vanaf dinsdag 2 januari 1968. De regisseur was Dick van Putten.

## Delen
- Deel 1: Lodewijk XVI (duur: 46 minuten)
- Deel 2: De ontvoering (duur: 39 minuten)
- Deel 3: De achtervolging (duur: 40 minuten)
- Deel 4: De hertog van Otranto (duur: 44 minuten)
- Deel 5: Madame Royale (duur: 44 minuten)
- Deel 6: De man der omstandigheden (duur: 46 minuten)

## Rolbezetting
- Harry Bronk (verteller)
- Frans Somers (Hébert & markies De Sceaux)
- Huib Orizand (Chaumette & Ouvrard)
- Hans Veerman (Pache & Karl von Ense)
- Joke Hagelen (Marie-Thérèse Capet)
- Nina Bergsma (Louis-Charles)
- Rob Geraerds (Jean de Batz)
- Paul van der Lek (Florence de la Salle)
- Sacco van der Made (Fouché & Desmarets)
- Fé Sciarone (Jeanne)
- Tonny Foletta (Antoine Simon)
- Nel Snel (Marie-Jeanne)
- Kommer Kleijn (baron Von Ense)
- Jos van Turenhout (Frochard & Joseph Perrin)
- Wam Heskes (Petitval, Freiherr von Stein & Lebrun)
- Herman van Eelen (de waard & een bediende)
- Jan Verkoren (de postmeester & een zaalwachter)
- Hans Karsenbarg (Charles Deslys)
- Tine Medema (tante Suzanne)
- Els Buitendijk (Justine)
- Paul Deen (Fouché)
- Wiesje Bouwmeester (madame de Castillon-Fouquières)
- Corry van der Linden (Pauline)
- Han König (Chatenay)
- Dogi Rugani (de hertogin d’Angoulême)

## Inhoud
Dit hoorspel vertelt het verhaal van Lodewijk XVII - de Franse koning die officieel overleed op tienjarige leeftijd, maar die volgens de legende naar het buitenland ontsnapte, waar hij op hoge leeftijd stierf. Sabatini blaast leven in deze oude mythe en creëert een verhaal vol passie, wraak en verraad. Hij vertelt hoe de jonge koning naar Zwitserland vlucht, waar hij plannen maakt voor zijn triomfantelijke terugkeer om aanspraak te maken op de Franse troon...